# Вилкомирский, Альфред
Альфред Вилкомирский (пол. Alfred Wiłkomirski; 20 января 1873, Азов — 30 июля 1950, Лодзь) — польский скрипач и музыкальный педагог. Отец Казимежа и Ванды Вилкомирских.
Родился в семье врача Иосифа Иосифовича Вилкомирского (1839—?), специалиста по внутренним и венерическим болезням, практиковавшего в Тифлисе и Екатеринодаре. Детские годы провёл в Тифлисе. Музыкальное образование получил в Москве. В 1916 году покинул Москву и после нескольких лет скитаний по России обосновался в 1920 году в Калише, где начал преподавать в Калишском музыкальном училище, а затем и возглавил его. В 1926 году в результате завязавшихся любовных отношений с 20-летней ученицей Двойрой Темкиной (в замужестве Доротой Людвикой Вилкомирской, 1901—1986), ставшей затем его второй женой, бежал из Калиша и поселился в Лодзи, где родилась его младшая дочь Ванда; был её первым учителем.